# Schlacht bei Arbalo
Die Schlacht bei Arbalo war ein Gefecht zwischen Römern und Germanen im Jahre 11 v. Chr. Es ist Teil der Drusus-Feldzüge (12–8 v. Chr.)
Im Zuge der Grenzsicherung des Augustus bekam Drusus, Feldherr und Stiefsohn des Augustus, den Auftrag, das Gebiet jenseits des Rheins zu befrieden. Im Frühjahr 11 v. Chr. setzte er mit seinem Heer über den Rhein und unterwarf die Usipeter. Er baute eine Brücke über die Lippe und zog durch das Gebiet der Sugambrer und der Cherusker bis zur Weser.
Auf dem Rückmarsch zum Rhein wurde das Heer an einem nicht genau lokalisierten Ort namens Arbalo in einem Engpass von Germanen (wohl Sugambrer, möglicherweise unterstützt von Cheruskern und Teilen der Chatten) in einen Hinterhalt gelockt.
Trotz des Überraschungseffektes konnten sich die eingekesselten römischen Legionäre gegen die laut Cassius Dio undiszipliniert operierenden Germanen durchsetzen. Nach der Schlacht baute der römische Feldherr ein befestigtes Römerlager, das mit dem archäologisch erforschten Römerlager Oberaden identifiziert wird.